# Подмаренник удивительный
Подмаре́нник удиви́тельный (лат. Gálium paradóxum) — вид многолетних травянистых растений рода Подмаренник (лат. Gálium) семейства Мареновые (лат. Rubiaceae).

## Описание
Многолетнее травянистое растение высотой до 25 см. Корневище ползучее. Стебли простые, восходящие, с кольцом волосков под мутовками.
Листья простые сидячие, яйцевидной формы, расположены в мутовках по всей длине стебля.
Соцветия — верхушечные полузонтики. Цветки мелкие, диаметром до 1 см., белые. Цветёт в июне-июле.
Плод — сухой орешек.

## Распространение и среда обитания
Произрастает в пихтовых и кедрово-пихтовых лесах.
В России произрастает в Приморском крае, а также на юге Хабаровского края, на побережье озера
Байкал. Вне России произрастает в Китае, Японии и на Корейском полуострове.

## Охранный статус
Редкий вид. Занесён в Красные книги России, Амурской области, Еврейской автономной области, Иркутской области, Республики Алтай, Приморского края. Причинами вымирания являются вырубка леса и выпас скота на местах произрастания вида.